# Großsteingrab Borupgård 1
Das Großsteingrab Borupgård 1 ist eine megalithische Grabanlage der jungsteinzeitlichen Nordgruppe der Trichterbecherkultur im Kirchspiel Gørløse in der dänischen Kommune Hillerød.

## Lage
Das Grab liegt etwa auf halber Strecke zwischen Gørløse und Skævinge auf einem Feld. In der näheren Umgebung gibt bzw. gab es zahlreiche weitere megalithische Grabanlagen.

## Forschungsgeschichte
1832 wurden Funde aus dem Grab geborgen. In den Jahren 1890 und 1942 führten Mitarbeiter des Dänischen Nationalmuseums Dokumentationen der Fundstelle durch. Eine weitere Dokumentation erfolgte 1989 durch Mitarbeiter der Forst- und Naturbehörde. Im gleichen Jahr fand eine Grabung statt.

## Beschreibung

### Architektur
Die Anlage besitzt eine annähernd runde Hügelschüttung mit einem Durchmesser zwischen 18 m und 19 m und einer Höhe von 1,9 m. Eine steinerne Umfassung ist nicht erkennbar. Der Hügel enthält zwei Grabkammern, die als Ganggräber anzusprechen sind.
Die südliche Kammer hat eine Länge von 3 m, eine Breite von 2 m und eine Höhe von 1,8 m. Die Kammer besteht aus neun Wandsteinen; die Decksteine fehlen. Ihr ist ein nordwest-südöstlich orientierter Gang mit einer Länge von 5 m vorgelagert.
Die nördliche Kammer hat eine Länge von 4 m, eine Breite von 3 m und eine Höhe von 1,8 m. Die Kammer besteht aus neun Wandsteinen; die Decksteine fehlen. Ihr ist ein nordwest-südöstlich orientierter Gang mit einer Länge von 6 m vorgelagert. Ein Deckstein des Gangs ist erhalten.

### Funde
1832 wurden mehrere Feuersteingeräte geborgen. Ins Dänische Nationalmuseum gelangten ein schweres dicknackiges Beil, ein dünnblattiges dicknackiges Beil, zwei Meißel und zwei Messer. Verschollen sind zwei Dolche, fünf Äxte, ein Meißel und sechs Abschläge.